# C. C. Hunter
Œuvres principales
- Série Nés à Minuit
- Série Nés à Minuit : Renaissance

C. C. Hunter est une écrivaine américaine de romans pour adolescents. Elle est notamment l'auteure de Nés à Minuit. Sous son véritable nom, Christie Craig, elle écrit des romances policières. Elle est née en Alabama et vit actuellement au Texas. Elle est aussi photojournaliste et locutrice.

## Œuvres

### Sous le nom de C. C. Hunter

#### SérieNés à Minuit
1. Attirances, Michel Lafon, 2011 ((en) Born at Midnight, 2011)
2. Soupçons, Michel Lafon, 2012 ((en) Awake at Dawn, 2011)
3. Illusions, Michel Lafon, 2012 ((en) Taken at Dusk, 2012)
4. Frémissements, Michel Lafon, 2013 ((en) Whispers at Moonrise, 2012)
5. Crépuscule, Michel Lafon, 2014 ((en) Chosen at Nightfall, 2013)
6. Frissons, Michel Lafon, 2018 ((en) Midnight Hour, 2016)

- (en) Turned at Dark, 2011, Nouvelle

#### SérieNés à Minuit: Renaissance
1. Métamorphose, Michel Lafon, 2015 ((en) Reborn, 2014)
2. Alliance, Michel Lafon, 2016 ((en) Eternal, 2014)
3. Délivrance, Michel Lafon, 2017 ((en) Unspoken, 2015)

#### SérieLa Fille des deux mondes
1. Un pied dans la tombe, Michel Lafon, 2019 ((en) One Foot in the Grave, 2017)
2. Deux pieds sous terre, Michel Lafon, 2019 ((en) Two Feet Under, 2018)
3. Trois derniers soupirs, Michel Lafon, 2020 ((en) Three Heartbeats Away, 2019)

### Sous le nom de Christie Craig

#### Romances
- (en) Divorced, Desperate and Delicious, 2007Inédit en France
- (en) Divorced, Desperate and Dating, 2008Inédit en France
- (en) Weddings Can Be Murder, 2008Inédit en France
- (en) Divorced, Desperate and Deceived, 2009Inédit en France
- (en) Gotcha, 2008Inédit en France
- (en) Shut Up and Kiss Me, 2010Inédit en France
- (en) Don’t Mess with Texas, 2011Inédit en France
- (en) Blame It on Texas, 2012Inédit en France

#### Essais
- (en) The Everything Guide to Writing a Romance Novel, 2008Inédit en France
- (en) Wild, Wicked & Wanton: 101 Ways to Love Like You're In a Romance Novel, 2010Inédit en France